# Весёлые гномы
«Весёлые гномы» (англ. The Merry Dwarfs) — короткометражный мультфильм из серии Silly Symphonies, выпущенный 16 декабря 1929 года «Walt Disney Studios» через дистрибьютора Columbia Pictures.

## Сюжет
Жители деревни гномов танцуют и занимаются своими делами. Несколько групп гномов даже танцуют с бочонками (через которые они прыгают) и пивными бокалами. Танцы продолжаются после того, как они выпили свои бокалы пива. Короткометражный фильм заканчивается, когда дуэт гномов, танцующих на цветке, падает в бочку с пивом, расположенную под цветком. Гномы выходят из бочки пьяными и продолжают танцевать в этом состоянии.
Музыка, использованная в фильме, включает хор Anvil из оперы Джузеппе Верди «Трубадур» 1853 года.